# ASEAN
ASEAN ili Savez država Jugoistočne Azije (engl. Association of Southeast Asian Nations) je regionalna međunarodna organizacija država u Jugoistočnoj Aziji, stvorena 1967. godine s ciljem razvoja međusobnih političkih, gospodarskih i kulturnih odnosa te promicanje regionalnog mira i stabilnosti. 
Sjedište Tajništva ASEAN-a je u Jakarti, Indonezija.

## Države članice
- Brunej
- Indonezija
- Kambodža
- Laos
- Malezija
- Mjanmar
- Filipini
- Singapur
- Tajland
- Vijetnam

## Vanjske poveznice
- Tajništvo ASEAN-a
- Regionalni forum ASEAN-a  Arhivirana inačica izvorne stranice od 25. srpnja 2013. (Wayback Machine)

Sestrinski projekti
|  | Zajednički poslužitelj ima još gradiva o temi ASEAN |